# Такна-Арикский конфликт
Та́кна-Ари́кский конфликт — территориальный спор между Перу и Чили в 1893—1929 годах.
В соответствии с Анконским договором от 1883 года, завершившим Вторую тихоокеанскую войну, территории Тарапаки, Такны и Араки отходили от Перу (проигравшей войну вместе с Боливией) к Чили сроком на десять лет, после чего будущее двух последних территорий должно было решиться в ходе плебисцита. Однако по истечении установленного договором срока чилийские власти не стали проводить плебисцит (в итоге он так никогда и не состоялся), что привело к возникновению территориального спора между двумя государствами. Ситуацию обостряла проводимая чилийскими властями в присоединённых регионах политика «чилинизации», а также мощная античилийская пропаганда в Перу с призывом освободить оккупированные территории. В 1926 году конфликт был передан в международный арбитраж. Конфликт решён в 1929 году заключением Лимского договора, согласно которому Такна возвращалась в состав Перу, а Арака оставалась в составе Чили.